# 腊口镇
腊口镇，是中华人民共和国浙江省丽水市青田县下辖的一个乡镇级行政单位。

## 行政区划
腊口镇下辖以下地区：
同心社区、振兴社区、青竹村、垟岙村、外垟村、武垟村、北坑村、浮弋村、大坑村、平斜村、张庄村、腊溪村、上京村、坑口村、阳山村、腊口村、石塔村、龙山头村、虞宅村、石帆村、高坟岗村、瑶均村和武埠村。